# Spalangia subpunctata
Spalangia subpunctata är en stekelart som beskrevs av Förster 1850. Spalangia subpunctata ingår i släktet Spalangia, och familjen puppglanssteklar. Arten är reproducerande i Sverige.